# 大耳坭竹
大耳坭竹（学名：Bambusa macrotis）为禾本科簕竹属下的一个种。

## 扩展阅读
- 維基物種上的相關：大耳坭竹